# Okręg wyborczy Lichfield
Okręg wyborczy Lichfield powstał w 1305 r. Do angielskiej, a później brytyjskiej Izby Gmin, wysyłał dwóch deputowanych. W 1868 r. ich liczbę ograniczono do jednego deputowanego. Okręg zniesiono w 1950 r., ale przywrócono go w 1997 r. Okręg obejmuje północną część dystryktu Lichfield, razem z samym miastem, a ponadto południowo-zachodnią część East Staffordshire.

## Deputowani do brytyjskiej Izby Gmin z okręgu Lichfield

### Deputowani w latach 1660–1868
- 1660–1660: Michael Biddulph
- 1660–1661: Daniel Watson
- 1660–1661: Thomas Minors
- 1661–1667: John Lane
- 1661–1679: Theophilus Biddulph
- 1667–1678: Richard Dyott
- 1678–1679: Henry Lyttelton
- 1679–1685: Michael Biddulph
- 1679–1685: Daniel Finch
- 1685–1689: Thomas Orme
- 1685–1689: Richard Leveson
- 1689–1698: Robert Burdett
- 1689–1690: Michael Biddulph
- 1690–1695: Richard Dyott
- 1695–1701: Michael Biddulph
- 1698–1708: Richard Dyott
- 1701–1701: William Walmisley
- 1701–1705: Michael Biddulph
- 1705–1708: Henry Gough
- 1708–1715: John Cotes
- 1708–1710: Michael Biddulph
- 1710–1715: Richard Dyott
- 1715–1718: Walter Chetwynd
- 1715–1731: Samuel Hill
- 1718–1718: William Sneyd
- 1718–1722: Walter Chetwynd
- 1722–1734: Richard Plumer
- 1731–1747: George Venables-Vernon
- 1734–1741: Rowland Hill
- 1741–1747: Lister Holte
- 1747–1753: Richard Leveson-Gower
- 1747–1770: Thomas Anson
- 1753–1754: Thomas Gresley
- 1754–1754: Henry Vernon
- 1754–1755: Granville Leveson-Gower, wicehrabia Trentham
- 1755–1761: Henry Vernon
- 1761–1762: John Levett
- 1762–1768: Hugo Meynell
- 1768–1795: Thomas Gilbert
- 1770–1789: George Anson
- 1789–1806: Thomas Anson
- 1795–1799: lord Granville Leveson-Gower
- 1799–1806: John Wrottesley
- 1806–1841: George Anson
- 1806–1831: George Granville Venables Vernon
- 1831–1837: Edward Dolman Scott, wigowie
- 1837–1865: Alfred Paget, Partia Liberalna
- 1841–1846: Granville Leveson-Gower, wigowie
- 1846–1847: Edward Lloyd-Mostyn
- 1847–1854: Thomas Anson, wicehrabia Anson
- 1854–1856: Henry Cavendish, 3. baron Waterpark
- 1856–1859: Dudley Ryder, wicehrabia Sandon, Partia Konserwatywna
- 1859–1868: Augustus Anson
- 1865–1868: Richard Dyott

### Deputowani w latach 1868–1950
- 1868–1880: Richard Dyott
- 1880–1885: Theophilus Levett
- 1885–1892: sir John Swinburne, Partia Liberalna
- 1892–1895: Leonard Darwin, Partia Liberalno-Unionistyczna
- 1895–1896: Henry Charles Fulford, Partia Liberalna
- 1896–1923: sir Courtenay Warner, Partia Liberalna
- 1923–1924: Frank Hodges, Partia Pracy
- 1924–1929: Roderick Roy Wilson, Partia Konserwatywna
- 1929–1938: James Lovat-Fraser, Partia Pracy
- 1938–1950: Cecil Charles Poole, Pracy Pracy

### Deputowani od 1997
- od 1997: Michael Fabricant, Partia Konserwatywna

## Wyniki wyborów w okręgu Lichfield

### Wybory powszechne 1 maja 1997
- Liczba oddanych głosów: 48 593
- Wyniki wyborów:
  - Michael Fabricant, Partia Konserwatywna, 20 853 głosy (42,9%)
  - Susan Woodward, Partia Pracy, 20 615 głosów (42,4%)
  - Philip Bennion, Liberalni Demokraci, 5 473 głosy (11,3%)
  - G. Seward, Referendum Party, 1 652 głosy (3,4%)

### Wybory powszechne 7 czerwca 2001
- Liczba oddanych głosów: 41 680
- Wyniki wyborów:
  - Michael Fabricant, Partia Konserwatywna, 20 480 głosów (49,1%)
  - Martin Machray, Partia Pracy, 16 054 głosy (38,5%)
  - Philip Bennion, Liberalni Demokraci, 4 462 głosy (10,7%)
  - John Phazey, Partia Niepodległości Zjednoczonego Królestwa, 684 głosy (1,6%)

### Wybory powszechne 5 maja 2005
- Liczba oddanych głosów: 43 744
- Wyniki wyborów:
  - Michael Fabricant, Partia Konserwatywna, 21 274 głosy (48,6%)
  - Nigel Gardner, Partia Pracy, 14 194 głosy (32,4%)
  - Ian Jackson, Liberalni Demokraci, 6 804 głosy (15,6%)
  - Malcolm McKenzie, Partia Niepodległości Zjednoczonego Królestwa, 1 472 głosy (3,4%)